# The Adventures of Doctor McNinja
The Adventures of Doctor McNinja (Le Avventure del Dottor McNinja) è un fumetto web scritto e disegnato da Chris Hastings e inchiostrato da Kent Archer. Narra in chiave comica le avventure surreali del Dottor McNinja (che, come lo descrive lo stesso Hastings, è "un dottore che è anche un ninja"). La serie, divisa in puntate da 20-60 pagine e aggiornata con tre pagine nuove a settimana, è iniziata nel 2004 ed è diventata subito molto popolare, tanto da vincere diversi premi del mondo dei webcomic.
Lo stile grafico tende a essere realistico nello stile dei fumetti polizieschi o supereroistici. Questo contrasta coi contenuti spesso assurdi della trama, generando un effetto comico; mentre in parte il fumetto parodia vari generi di film - d'azione, dell'orrore, di fantascienza - e di fumetti - polizieschi o di supereroi - nonché alcuni aspetti della società americana, la maggior parte dell'umorismo scaturisce da situazioni paradossali, esagerate e surreali.

## Storia editoriale
La serie è stata raccolta in volumi antologici, The Adventures Of Dr. McNinja.

## Personaggi
Il Dottor McNinja è il protagonista del fumetto. Viene da una famiglia irlandese, i McNinja, con un'antica tradizione di arti marziali. Nonostante sia un ninja molto abile e potente, ha deciso di seguire il suo sogno di diventare un medico, e questo provoca conflitti non solo fra lui e la sua famiglia (in primis suo padre, Dan McNinja) ma anche fra la sua parte ninja (che vuole uccidere le persone) e la sua parte medico (che vuole curarle). Ha un piccolo studio medico a Cumberland. È un grande fan di Batman, tanto da sfiorare quasi l'ossessione. Usa spesso le sue abilità ninja e mediche per proteggere se stesso e la città da una schiera di improbabili e letali nemici.
Gordito DelGado è un ragazzino messicano di 10 anni che si è fatto crescere folti baffi con la sola forza di volontà in seguito all'omicidio di suo padre. È un tiratore infallibile, e usa sempre le pistole di suo padre. È diventato l'assistente del Dottor McNinja dopo che questi aveva aiutato suo zio, un bandito messicano cavalcatore di Velociraptor, a sconfiggere un suo nemico.
Judy è una femmina di Gorilla. Lavora come segretaria del Dottor McNinja, ma non esita ad aiutare il dottore anche nelle missioni più rischiose, grazie alla sua grande forza. È molto intelligente e parla il linguaggio dei segni, che il dottore non capisce.
Yoshi (il cui nome deriva dall'omonimo personaggio di Mario), è un vorace Velociraptor ammaestrato, che però accetta di farsi cavalcare solo da Gordito. Spesso litiga con Judy.
Il Clone di Benjamin Franklin è esattamente quello che il suo nome suggerisce. Geniale quanto il Franklin originale, ma molto più aggressivo e sboccato, è stato il mentore del Dottor McNinja quando questi studiava medicina, e lo ha aiutato nelle sue avventure più recenti, rimanendo però ucciso da Dracula.